# Adrianna Laskowska
Adrianna Laskowska (* 2. März 1996 als Adrianna Szóstak) ist eine polnische Leichtathletin, die im Weit- und Dreisprung an den Start geht.

## Sportliche Laufbahn
Erste internationale Erfahrungen sammelte Adrianna Laskowska im Jahr 2013, als sie bei den Jugendweltmeisterschaften in Donezk mit einer Weite von 12,83 m den zehnten Platz im Dreisprung belegte. 2022 schied sie bei den Europameisterschaften in München mit 13,36 m in der Qualifikationsrunde aus und im Jahr darauf verpasste sie bei den Halleneuropameisterschaften in Istanbul mit 13,76 m den Finaleinzug. Im Juni wurde sie bei der 1. Liga der Team-Europameisterschaft im Zuge der Europaspiele in Chorzów mit 13,67 m Sechste. Im August gewann sie bei den World University Games in Chengdu mit 13,83 m die Bronzemedaille hinter der Türkin Tuğba Danışmaz und Diana Zagainova aus Litauen. Anschließend schied sie bei den Weltmeisterschaften in Budapest mit 13,69 m in der Vorrunde aus. 2024 verpasste sie bei den Europameisterschaften in Rom mit 13,26 m den Finaleinzug.
In den Jahren 2019 und von 2021 bis 2023 wurde Laskowska polnische Meisterin im Dreisprung sowie 2021 auch im Weitsprung. Zudem wurde sie von 2019 bis 2021 und 2023 Hallenmeisterin im Dreisprung.

## Persönliche Bestleistungen
- Weitsprung: 6,39 m (+0,9 m/s), 26. Juni 2021 in Posen
- Dreisprung: 14,12 m (+1,7 m/s), 21. Mai 2023 in Posen